# Vladimír Šmilauer
Vladimír Šmilauer (5. prosince 1895 Plzeň – 13. října 1983 Praha) byl český jazykovědec, bohemista, slovakista a onomastik.

## Život
Po studiu na gymnáziu na Královských Vinohradech vystudoval na FF UK češtinu a němčinu, kde byl žákem bohemisty prof. Emila Smetánky, literárního vědce Jaroslava Vlčka a germanisty prof. Arnošta Viléma Krause. Po absolutoriu působil v letech 1921 až 1938 jako středoškolský profesor postupně v Praze, Žilině a Bratislavě. V roce 1933 se habilitoval pro obor jazyka českého a roku 1938 byl jmenován profesorem University Karlovy. Během německé okupace pracoval ve Slovanském ústavu v Praze, po 2. světové válce se vrátil zpátky na universitu a přednášel na filosofické i pedagogické fakultě. Byl členem České akademie věd a umění (ČAVU) i Královské české společnosti nauk (KČSN). Jako redaktor nebo člen redakční rady byl činný v řadě časopisů: Pravopisný poradce, Naše řeč, Časopis pro moderní filologii, Český časopis filologický, Zpravodaj místopisné komise, Příruční slovník jazyka českého. Člen Mezinárodní komise pro slovanskou onomastiku.
Hlavní badatelskou oblastí byla jazykovědná bohemistika a slovakistika, nauka o tvoření slov (spolu s etymologií a výkladem slov), syntax a především česká a slovanská toponomastika.
Vzhledem k mnohaleté pedagogické činnosti zanechal Šmilauer několik generací žáků. Dával přednost práci s doloženým jazykovým materiálem, při výkladech místních jmen nabádal ke střízlivosti.

### Významnější aktivity v onomastice
- 1951 – předseda Názvoslovné komise kartografické
- 1959 – člen Mezinárodní komise pro slovanskou onomastiku a předseda subkomise pro slovanský onomastický atlas Mezinárodní komise pro slovanskou onomastiku
- 1960 – člen onomastické komise při Mezinárodním komitétu slavistů (za ČSSR)
- 1960 – vedení onomastického semináře
- 1960 – hlavní redaktor Zpravodaje Místopisné komise ČSAV
- 1960 – založení časopisu Acta onomastica (spolu s Janem Svobodou)
- 1961 – stálý zástupce ČSSR v International Committee of Onomastic Sciences v Lovani
- 1963 – Ustanoven místopředsedou Mezinárodního komitétu pro slovanskou onomastiku
- 1964 – předseda Místopisné komise ČSAV

## Dílo
- Vodopis starého Slovenska, Praha-Bratislava 1932
- Osídlení a národnost Spiše, Bratislava 1935
- Co nového v Pravidlech českého pravopisu 1941?, Praha 1943
- Novočeská skladba, Praha 1947 (2. vyd. 1966)
- Osídlení Čech ve světle místních jmen, Praha 1960
- Úvod do toponomastiky, Praha 1963 (2. vyd. 1966)
- Příručka slovanské toponomastiky I–II, Praha 1963–1964
- Příručka slovanské toponomastiky – Handbuch des slawischen Toponomastik, Praha 1970
- Novočeské tvoření slov, Praha 1971
- Nauka o českém jazyku, Praha 1972